# 凯南·埃夫伦
艾哈迈德·凯南·埃夫伦（Ahmet Kenan Evren，1917年7月17日—2015年5月9日），生于马尼萨省阿拉谢希尔，土耳其将军，第七任土耳其总统。
埃夫伦1958年-1959年曾在朝鲜战争中服役，1964年晋升为将军，1978年任土耳其武装部队总参谋长。
1980年9月12日埃夫伦以科尼亚省出现伊斯兰原教旨主义大游行和社會秩序混亂為由发动武装政变，逮捕主要政党領袖、禁止政党活动，宣布解散议会和内阁，成立国家安全委员会，接管国家权力。埃夫伦将军自任国家元首，建立军政府。1982年11月7日，軍政府草擬的新憲法在全民公決中獲得透過，埃夫倫正式就任总统。1989年卸任。
2014年6月，前土耳其总统凯南·埃夫伦因1980年的军事政变行为被判处无期徒刑。2015年5月9日逝世。

## 外部連結
- 埃夫伦在土耳其政府網站的介紹（页面存档备份，存于）

| 军职                     | 军职                                        | 军职                   |
| ------------------------ | ------------------------------------------- | ---------------------- |
| 前任： 塞米赫·桑贾尔     | 土耳其陆军指挥官 1977年9月5日 –1978年3月6日 | 繼任： 努雷丁·埃尔辛   |
| 前任： 塞米赫·桑贾尔     | 土耳其总参谋长 1978年3月7日 –1983年7月1日   | 繼任： 努雷丁·埃尔辛   |
| 官衔                     |                                             |                        |
| 前任： 法赫里·科鲁蒂尔克 | 土耳其总统 1980年9月12日 –1989年11月9日     | 繼任： 图尔古特·厄扎尔 |